# Битва при Гинегате (1513)
Битва шпор или Вторая битва при Гиннегате (фр. Journée des éperons, «День шпор»; deuxième bataille de Guinegatte) — сражение войны Камбрейской лиги 16 августа 1513 года, часть войны Камбрейской лиги в рамках итальянских войн. Генрих VIII и Максимилиан I осаждали город Теруан, лагерь Генриха находился в Гиннегате. Большой отряд французской тяжёлой кавалерии под командованием Жака де Ла Палиса прикрывал попытку лёгкой кавалерии доставить припасы осаждённому гарнизону. Английские и имперские войска застали врасплох и разгромили эти силы. Битва характеризовалась стремительным бегством и обширным преследованием французов. Во время погони было взято в плен несколько видных французских военачальников и рыцарей. После падения Теруана Генрих VIII осадил и взял Турне.

## Предыстория

### Расстановка сил
Генрих VIII присоединился к Священной лиге, также известной как Камбрейская лига 13 октября 1511 года вместе с Венецией и Испанией, чтобы защитить папство от Франции и её союзников. Генрих пообещал атаковать Францию в Гиени, высадив 10 000 человек в Фуэнтеррабии в июне 1512 года. Эта армия была передана адмиралом Эдвардом Ховардом под командование Томасом Греем, 2-м маркизом Дорсета. Он оставался в Байонне до октября, поддерживая поход Фердинанда II Арагонского в Королевство Наварра, хотя его войско столкнулось с недостаточным снабжением и имело плохое моральное состояние. Император Священной римской империи Максимилиан присоединился к лиге в ноябре. Король Франции Людовик XII надеялся, что Шотландия поможет Франции в борьбе против Англии (что и случилось).

### Осада Теруана
В мае 1513 года английские солдаты начали прибывать в Кале, чтобы присоединиться к армии под командованием лорда-стюарда двора Джорджа Талбота, графа Шрусбери. Шрусбери был назначен генерал-лейтенантом 12 мая, Джон Хоптон командовал военными кораблями. 17 мая Генри объявил Пяти портам и констеблю Дуврского замка Эдварду Пойнингсу, что он лично присоединится к вторжению и назначил уполномоченных для реквизиции всех судов. В отсутствие Генриха за морем (ad partes transmarinas) Екатерина Арагонская правила Англией и Уэльсом в качестве ректора и губернатора (Rectrix et Gubernatrix).
Хроники Кале зафиксировали имена и прибытия аристократического военного окружения Генриха с 6 июня. В конце месяца армия выступила в Теруан. Шрусбери командовал авангардом из 8000 человек, а 1-й граф Вустер Чарльз Сомерсет арьергардом из 6000 человек. Генрих VIII лично прибыл в Кале 30 июня с основной группировкой в 11 000 человек. Армия была предоставлена кардиналом Томасом Вулси в качестве казначея и состояла из кавалерии, артиллерии, пехоты и лучников, использующих стрелы с наконечниками из закалённой стали, предназначенные для более эффективного проникновения в броню. Перед войском Генриха шли восемьсот немецких наёмников.
Шрусбери установил батарею и зарыл мины к стенам города, но в июле не добился больших успехов против обороняющегося гарнизона французских и немецких солдат. Город удерживался для Франции Антуаном де Креки, сьером де Пон-Реми, который открывал ответный огонь, пока город не сдался, и англичане назвали один характерный выстрел из обычной пушки «свистком» Сообщения о неудачах и неэффективности достигли Венеции. На пути к Теруанне две английские пушки, названные «Иоанн Богослов» и «Красная пушка», были брошены, и стрельба французов мешала их восстановлению. Автор хроники Эдвард Холл упоминает роль Генри Буршье, графа Эссекса, в этой операции и совет, Рис ап Томаса. Имперский агент Маргариты Савойской писал, что всем правят два «упрямых человека»: «великий эсквайр» и виконт Лайла Чарльз Брэндон и казначей Вулси.

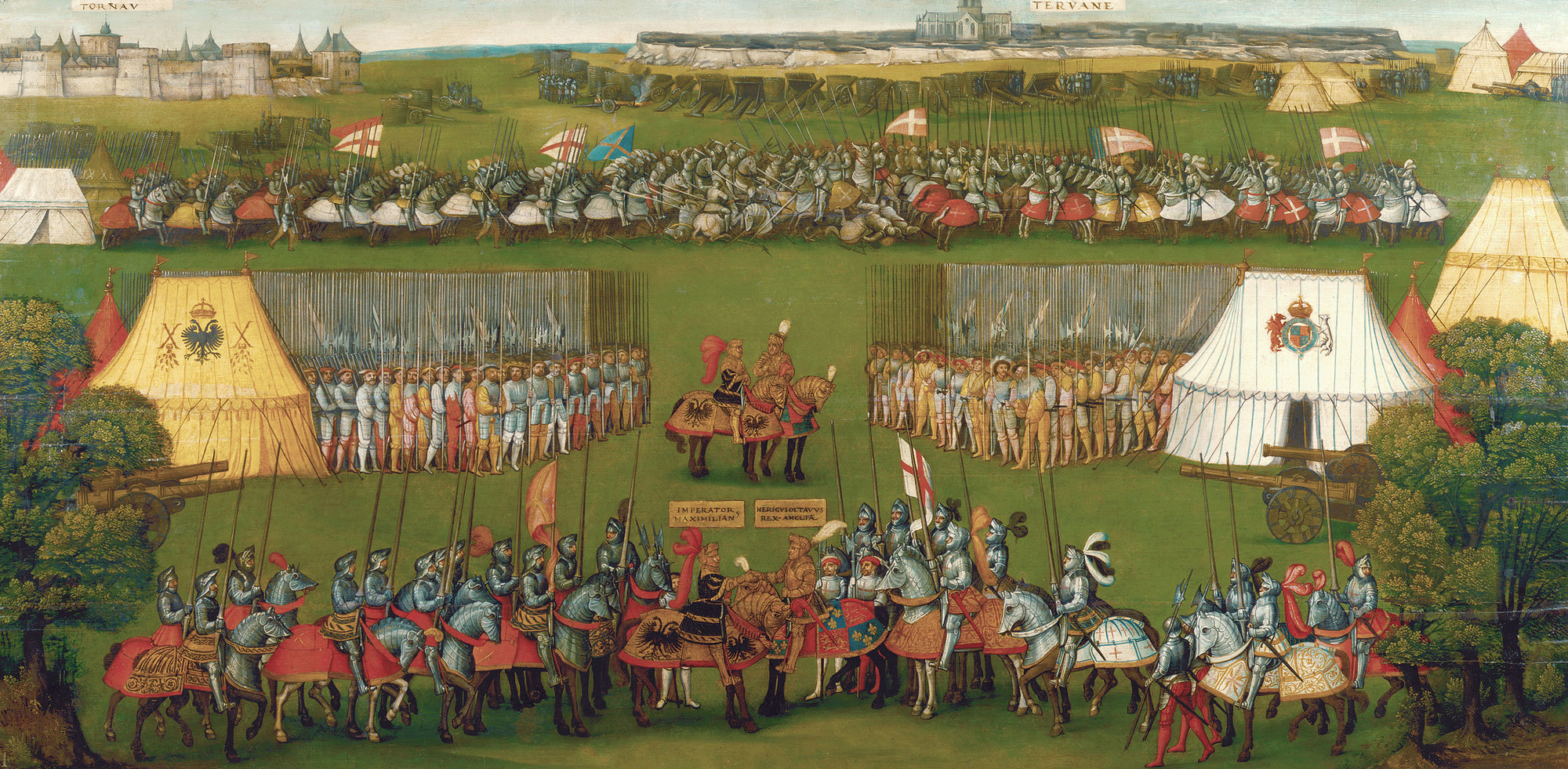
Встреча Генриха VIII и Максимилиана I.

Генрих разбил лагерь к востоку от Теруанны на хорошо защищённой позиции, описанной в английских хрониках как окружённая артиллерией, такой как «фальконете, литые веглеры, литые аркебузы и костяные эстакады (тарасницы, стреляющие болтами)», с полевым размещением Генриха, состоящим из деревянной хижины с железным дымоходом, с большими палатками из синей водной, жёлтой и белой ткани, увенчанными королевскими зверями, Львом, Драконом, Борзой, Антилопой и Бурой Коровой.
Император Максимилиан прибыл в Эр-сюр-ла-Лис в августе с небольшим отрядом (либо небольшой эскорт, который нельзя назвать армией от 1 тыс. до 4 тыс. всадников). Генрих надел лёгкие доспехи и одел своё окружение в золотую ткань и 11 августа прибыл в Эйре, где последователи Максимилиана всё ещё были одеты в чёрное в знак траура по умершей в 1510 году жене императора Бьянке Марии Сфорца. Генрих принял Максимилиана в палатке с галереей из золотой парчи в своём лагере в выходные, начавшиеся 13 августа. Согласно хроникам, погода в день встречи была «самой скверной за всю историю». Известие о личной встрече Генриха с Максимилианом обрадовало Екатерину Арагонскую, которая написала Вулси, что это большая честь для Генриха и поднимет репутацию Максимилиана; его «примут за другого человека, которым он был до».
Людовик XII решил прорвать осаду. В июле отряд из 800 албанцев под командованием капитана Фонтерая прорвал позиции осаждающих и успешно доставил порох и припасы, включая бекон, к воротам города, оставив 80 солдат в качестве подкрепления. Фонтераю помогло прикрытие артиллерийским огнём из города. В сообщениях, отправленных в Венецию, упоминалось о потерях англичан в 300 или более человек и заявлении Фонтерая, что город может продержаться до праздника Рождества Богородицы 8 сентября. Венецианцы знали, что их французские источники могли исказить ситуацию, чтобы заручиться их поддержкой.

## Бой

### Расстановка войск
16 августа французы собрали силы для деблокады в расположенном южнее Бланжи. Эта армия состояла из рот жандармов и пикинёров, а также некоторых других войск. Среди которых была лёгкая кавалерия из страдиотов, оснащённой короткими стременами, бобровыми шапками, лёгкими копьями и турецкими мечами. Возможно, это были албанские части.
В ответ на новую угрозу английские военные инженеры за ночь построили пять мостов через реку Лис, чтобы армия могла свободно перейти на другой берег, и Генрих переместил свой лагерь в Гинегейт 14 августа после вытеснения роты французских кавалеристов у городской башни.
Французская пехота была оставлена в Бланжи, а тяжёлая кавалерия была разделена на две роты: одна под командованием Ла Палиса и Людовика Лонгвильского, другая под командованием герцога Алансонского Карла IV. Меньшие силы Алансона предприняли атаку на позиции осады, которыми командовал лорд Шрусбери, более крупные силы выступили против южной осадной линии Чарльза Сомерсета. Обе атаки были задуманы как отвлекающие манёвры, чтобы страдиоты могли добраться до Теруанны с припасами. У каждого страдиота на луке седла был кусок бекона, а за спиной — мешок с порохом.

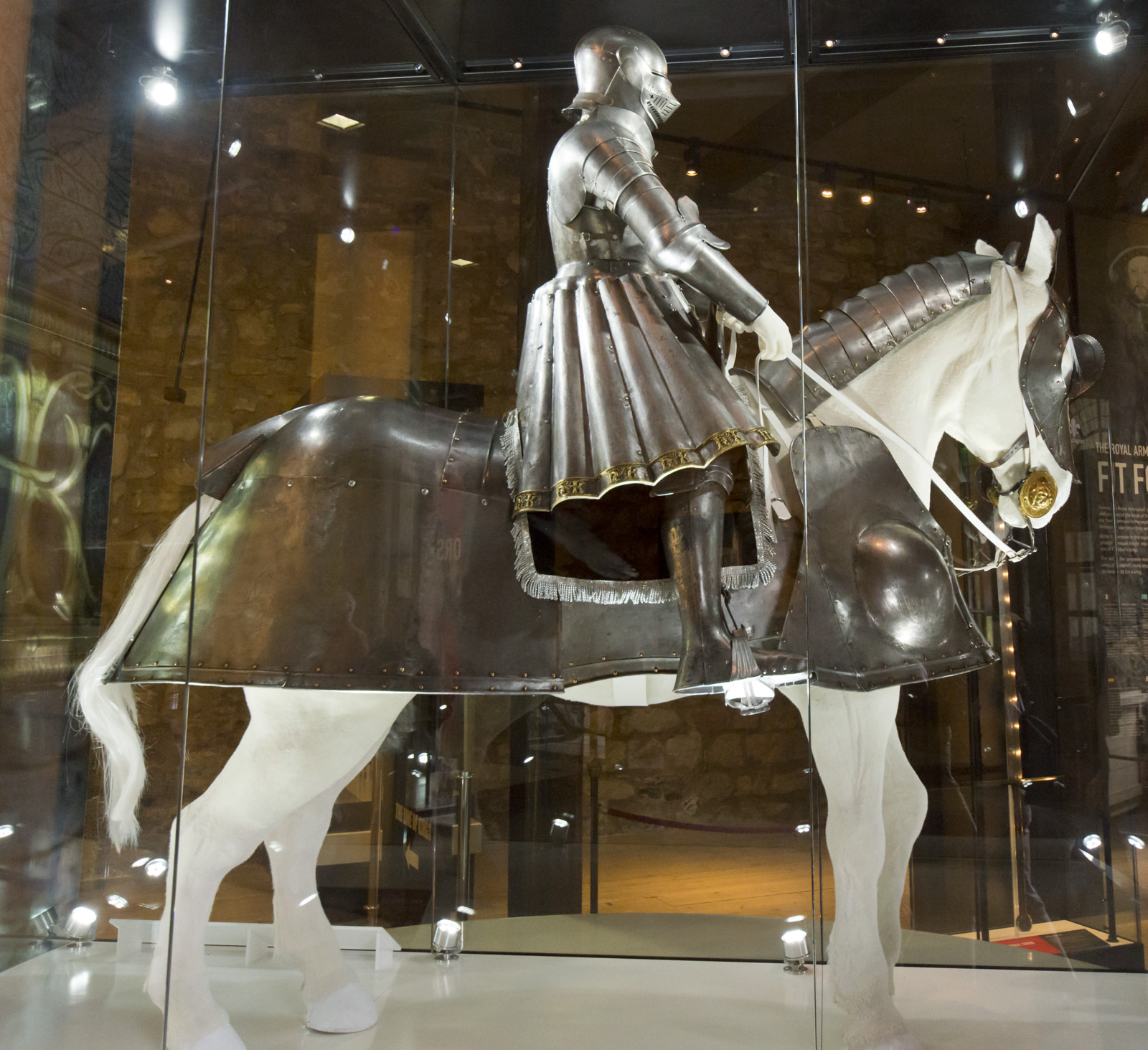
Доспехи Генриха VII и его коня.

### Бой
Французы надеялись застать осаждающую армию неподготовленной, выйдя до рассвета; однако английские «пограничные колючки» (лёгкая кавалерия с шотландских границ) обнаружили движение более крупного из двух отрядов французской кавалерии. Генрих VIII собрал полевые силы с осадных рубежей, отправив авангард из 1,1 тыс. кавалеристов, а затем 10 −12 тыс. пехотинцев. Войска Ла Палиса столкнулись с английскими разведчиками в деревне Боми в 5 милях от Теруанны; французы, поняв, что англичане бдительны, остановились на краю холма. Затем страдиоты начали свою попытку связаться с гарнизоном, двигаясь по широкой дуге к городу.

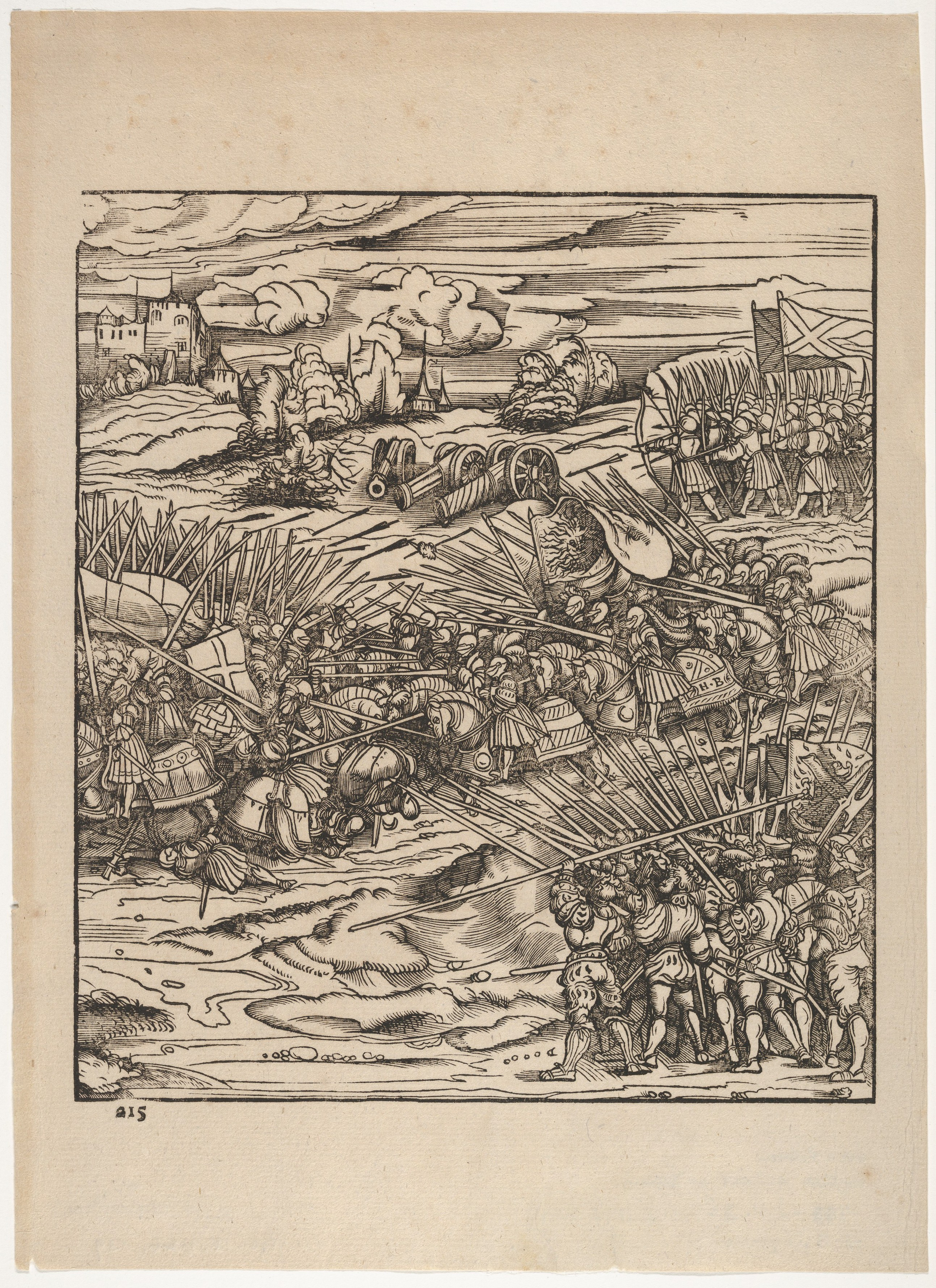
Битва при Гинегате, Ханс Бургкмайер.

По словам сэра Чарльза Омана, чья работа в значительной степени основано на английской хронике Эдварда Холла середины XVI века, Ла Палис слишком долго оставался в незащищённом положении с целью помочь страдиотам успешно завершить свою миссию. Английская тяжёлая кавалерия авангарда выстроилась напротив фронта Палиса, в то время как конные лучники спешились и открыли огонь по французам с фланговой живой изгороди. Зная о приближении английской пехоты, Ла Палис с опозданием приказал своим войскам отступить. Говорят, что в этот момент Clarenceux Herald призвал графа Эссекса к атаке. Английские пехотинцы и другая тяжёлая кавалерия атаковали как раз в тот момент, когда французы отходили, приводя их в беспорядок. В этот момент страдиоты в замешательстве врезались во фланг французской тяжёлой кавалерии, отогнанной от приближения к городу артиллерийским огнём. Примерно в то же время прибыл отряд имперской кавалерии для атаки на другой фланг французов. Паника охватила французскую кавалерию, отступление которой превратилось в бегство. Ла Палис пытался сплотить их, но безрезультатно. Чтобы быстрее бежать, французские жандармы побросали свои копья и штандарты, некоторые даже срезали тяжёлые доспехи со своих лошадей. Погоня продолжалась много миль, пока французы не достигли своей пехоты у Бланжи. Во время погони были взяты в плен многие известные французские рыцари, а также герцог и сам Ла Палис. Меньшие французские силы также были отброшены, сэр Рис ап Томас захватил четыре штандарта. Первое кавалерийское столкновение произошло между деревней Боми и лагерем Генриха у Гинегата.
По словам Рейнхольда Паули и других историков, Максимилиан рекомендовал части войск направиться во фланг и тыл врага, а более лёгкие пушки поставить на гребне соседнего холма. Затем он сам командовал 2 тыс. отрядом конного авангарда. Франсуа Маршаль писал, что император подготовил план битвы ещё до прибытия в английский штаб. Генрих хотел возглавить кавалерийскую атаку, но его союзники отговаривали его от этого. Так что задача легла на 53-летнего императора (он выиграл два сражения в том же районе, в том числе на Первую Гинегату, где он был молодым полководцем, которого поддерживали ветераны), который в бою выступал в роли главнокомандующего армией. союзных войск и лично руководил военными действиями. Он стремительно бросился кавалерией на французов, как только был установлен контакт. Французская кавалерия сначала сильно атаковала, но быстро уступила и отступила. По словам Ховитта, отступление французов было задумано как отвлечение, которое позволило бы герцогу Алансонскому обеспечить город припасами (но атака герцога была отбита лордом Сомерсетом, прежде чем достиг ворот города), но вскоре превратилось в катастрофическое бегство, которое французские командиры не могли контролировать.

### Реакция современников
Вскоре сражение получило прозвище «Битва шпор» (фр. La Journée d’Esperons) из-за того, что французские лошади поспешно покинули поле боя. Летом 1518 года английский посол в Испании лорд Джон Буршье пошутил, что французы научились быстро ездить верхом «путешествуя на шпорах».

В тот же вечер имперский магистр почты Батист де Тассис отправил известие о битве Маргарите Савойской из Эр-сюр-ла-Лис в Артуа; 
«Утром император и король Англии столкнулись с 8 тыс. французских всадников; император, имея только 2 тыс., держал их в страхе до четырёх часов дня, когда они обратились в бегство. Сотня вооружённых людей осталась на поле боя и более сотни были взяты в плен из лучших людей Франции; как сьер де Пьен, маркиз де Ротелин и другие».
На следующий день Генрих отправил свой отчёт Маргарет Савойской. Он упомянул, что французская кавалерия сначала атаковала блокировавшую проход в город позицию Шрусбери, взяв в плен 44 человека и ранив 22. Манёвр имперской кавалерии привёл её в зону досягаемости орудий, и она бежала.
Летописец Эдвард Холл дал несколько иную оценку: французы назвали это «битвой у шпор», их армия сосредоточила действия вокруг холма, а английские лучники — в деревне «Бомье». У него после демонстрации английских знамён, организованной Томасом Бенольтом из Clarenceux Herald французская кавалерия передохнула. Летописец упоминает, что Максимилиан посоветовал Генриху разместить артиллерию на другом холме «для разведки», но не упоминает о каком-либо влиянии этого шага на результат. Хотя Генрих хотел отправиться в бой, он остался с пехотинцами императора по совету своего совета.
После трёхмильного преследования среди французских пленных оказались Жак II де Шабанн де Ла Палис, Пьер Террай, Пьер Террайль де Баярд и Людовик I Орлеан-Лонгвиль. Хотя в отчётах упоминается решение императора о том, чтобы его войска служили под знаменем Генриха, Отчёт Холла предполагает трения между английскими и имперскими войсками в течение дня из-за взятых имперцами пленных, которые «не были показаны» и освобождены. Генрих вернулся в свой лагерь в Энгинегатте и услышал отчёты о действиях дня. Во время боя вышел гарнизон Теруанны и атаковал позицию Герберта. Согласно отчёту, три известных английских солдата были убиты, французы потеряли 3 тыс. человек. Было захвачено девять французских штандартов, 21 благородный пленник был одет в золотую парчу.

## Последствия

### Падение Теруана
20 августа, теперь уже не подвергаясь угрозе французских контратак, Генрих переместил свой лагерь из Гинегата на юг города. Теруанна пал 22 августа, согласно дипломатическим отчётам, гарнизон сначала не был впечатлён демонстрацией захваченных знамён, но из-за отсутствия припасов французский и немецкий гарнизон всё-таки вступил в переговоры со Шрусбери. Тот приветствовал своего короля в городе и передал ему ключи. В800 — 900 солдат были отправлены на разрушение стен города и трёх больших бастионов, на месте которых появились глубокие оборонительные рвы. В сухих канавах были более глубокие ямы, которые были предназначены для создания дыма от пожаров, чтобы задушить нападавших. Посол Милана у Максимилиана Паоло Да Лауде узнал, что после завершения сноса город планировалось сжечь. 5 сентября флорентийский посол сообщил папе Льву X об английских победах, его поздравления были переданы кардиналу Вулси.

### Осада Турне
В то время как снос продолжался в Теруанне, после обсуждений 4 сентября внимание союзников переключилось на Турне, хотя Генрих предпочёл бы нападение на Булонь. Максимилиан и Генрих отправились в Сен-Поль, Сен-Венан, Неве и Бетюн, а 10 сентября Генрих с большой церемонией въехал в Лилль, где находилась дворцовая палата Маргариты Савойской. В тот вечер Генрих играл на лютне, арфе, лире, флейте и валторне, и танцевал с «Мадам Бастард» почти до рассвета, по словам миланского посла — «как олень». В тот же день армия начала осаду Турне, и 13 сентября осаждавших посетили Максимилиан и Генрих.

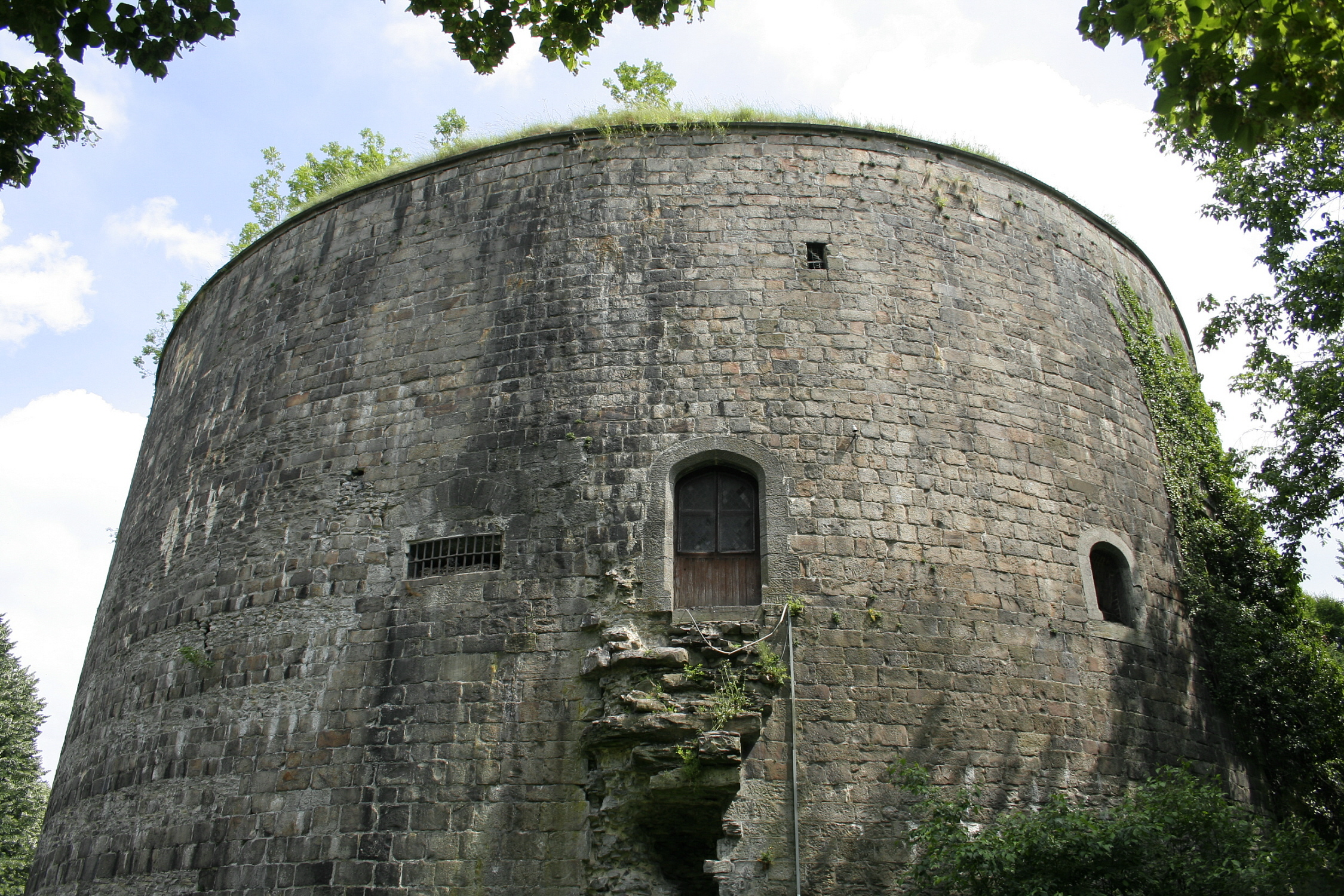
Бастион в Турне, известный под названием «Tour de Henri VIII» или «Grosse Tour». Построен по воле кардинала Вулси ок. 1515 года.

В это время Генриха VIII беспокоили шотландские приготовления к вторжению в Англию в поддержку Франции, и 11 августа он обменялся гневными словами с шотландским герольдом в Теруанне. 9 сентября шотландская армия потерпела поражение в битве при Флоддене. Перед падением Турне Екатерина Арагонская отправила к Генриху Джона Глина с окровавленным плащом и рукавицами Якова IV Шотландского. Кэтрин предложила Генриху использовать пальто в качестве своего боевого знамени и написала, что думала послать ему и тело, но «сердца англичан не потерпят этого». Было высказано предположение, что тело Якова будет обменяно на захваченного Джоном Клерком из Норт-Вестона в Теруанне герцога Лонгвиля, который пребывал в лондонском Тауэре. Идея обмена была доложена герцогу Феррары Альфонсо д’Эсте, согласно ей Екатерина пообещала, поскольку Генрих «послал ей пленного герцога, она вскоре должна послать ему короля».
Турне пал перед Генрихом VIII 23 сентября. 11 сентября защитники Турне снесли дома перед воротами, а 13 сентября сожгли пригороды. 15 сентября жёнам и детям горожан было приказано устранить повреждения стен, нанесённые осаждающей пушкой. В тот же день городской совет предложил провести голосование за Францию или за Империю. Голосование было приостановлено (mis en surseance), и народ назначил заместителей для переговоров с Генрихом VIII. Чарльз Брэндон захватил одно из ворот и забрал две её статуи в качестве трофеев, а 20 сентября гарнизон провёл переговоры с Генри и епископом Винчестера Ричардом Фоксами. События в городе были неправильно истолкованы в английских хрониках, Рафаэль Холиншед и Ричард Графтон писали, что недовольный «хвастливый собеседник» поджёг пригород для ускорения капитуляции, в то время как мэр опросил мнение горожан.
Генрих посетил 2 октября мессу в соборе Турне и посвятил в рыцари многих своих капитанов. Город подарил Маргарите Австрийской набор гобеленов, сотканных со сценами из «Книги о граде женском» Кристины Пизанской. Турне остался в руках англичан, а губернатором стал Уильям Блаунт, 4-й барон Маунтджой. Укрепления и новая цитадель были реконструировались с августа 1515 года по январь 1518 года, затраты составили около 40 тыс. ф. с. Работы прекратились, потому что Генрих VIII планировал вернуть город Франции, что и произошло по договору 4 октября 1518 года. Геодезист Бервика Томас Паун не смог найти рынок для неиспользованных там строительных материалов и отправил вместе с оборудованием из двух водяных мельниц камни на лодке через Антверпен в Кале, некоторые из которых были украшены английскими знаками отличия. Строительные работы в Турне были охарактеризованы как регрессивные, без участия профессионального военного инженера и как «по существу средневековая» концепция, не соответствующая итальянским нововведениям.